# Рюфен, Гийом
Гийом Рюфен (фр. Guillaume Rufin; 26 мая 1990, Франция) — профессиональный французский теннисист. Его самый высокий рейтинг в одниночном разряде — № 81, достигнутый в сентябре 2013 года. Дебютировал в турнирах ATP в 2009 году, получив уайлд-кард от организаторов «Ролан Гаросс». В первом раунде, за день до своего 19-го дня рождения, Рюфен обыграл аргентинца Эдуардо Шванка со счётом 3:0 (6-1, 6-3, 6-3).
25 октября 2009 года Руфин выиграл свой первый взрослый титул, обыграв испанца Пере Риба со счётом 3:0 (6-4, 3-6, 6-3) в финале турнира Florianapolis Challenger в Бразилии.
В 2010 году Рюфен достиг четвертьфинала Открытого чемпионата  Буш-дю-Рона в Марселе. В первом раунде он победил Лорана Рекудера 2:1 (7-5, 4-6, 7-6), затем одолел Янника Мертенса из Бельгии, также со счётом 2:1 (6-3, 2-6, 6-2), но проиграл немцу Мише Звереву (№ 92) 1:2 (7-5, 6-7, 6-3).
В том же 2010 году Рюфен получил уайлд-кард для участия в Открытом чемпионате США. В первом раунде он победил аргентинца Леонардо Майера в четырех сетах, а затем проиграл во втором раунде соотечественнику Полу-Анри Матьё.